# مومپانترو
مومپانترو (به ایتالیایی: Mompantero) یک کومونه در ایتالیا است که در استان تورین واقع شده‌است.

## خصوصیات
مومپانترو ۳۰٫۱ کیلومترمربع مساحت و ۶۵۸ نفر جمعیت دارد و ۵۳۱ متر بالاتر از سطح دریا واقع شده‌است.